# Linux Lite
Linux Lite (z anglického lite ve významu odlehčený) je linuxová distribuce založená na Ubuntu a je vytvořená týmem vedeném Jerrym Bezenconem. S grafickým prostředím Xfce je zaměřena na starší výpočetní zařízení (osobní počítač, notebook, netbook, …). Autory je vyvíjena na Novém Zélandu a je jimi doporučována pro svou jednoduchost, jako náhrada za komerční operační systém Microsoft Windows.
Aktuální verze 5.2 byla vydána v říjnu 31. srpna 2020 a vychází z Ubuntu 20.04 LTS. Linux Lite je v posledních verzích již dostupný pouze v 64bitové verzi. Poslední verze, který je nadále k dispozici i ve 32bitové verzi, je 3.8, a bude podporována do dubna 2021.

## Systémové požadavky Linuxu Lite 4.6
| Požadavky na hardware    | Minimální          | Doporučené         |
| ------------------------ | ------------------ | ------------------ |
| Procesor                 | 1 GHz              | 1,5 GHz            |
| Operační paměť           | 768 MiB            | 1024 MiB           |
| Pevný disk (volné místo) | 8 GiB              | 20 GiB             |
| Instalační médium        | Flash disk, CD/DVD | Flash disk, CD/DVD |